# Episodi di Stranger Things (prima stagione)
La prima stagione della serie televisiva Stranger Things, composta da otto episodi, è stata interamente pubblicata sul servizio di streaming on demand Netflix il 15 luglio 2016 in tutti i paesi in cui è disponibile.
| nº | Titolo originale                         | Titolo italiano                            | Pubblicazione  |
| -- | ---------------------------------------- | ------------------------------------------ | -------------- |
| 1  | Chapter One: The Vanishing of Will Byers | Capitolo primo: La scomparsa di Will Byers | 15 luglio 2016 |
| 2  | Chapter Two: The Weirdo on Maple Street  | Capitolo due: La stramba di Maple Street   | 15 luglio 2016 |
| 3  | Chapter Three: Holly, Jolly              | Capitolo tre: Luci natalizie               | 15 luglio 2016 |
| 4  | Chapter Four: The Body                   | Capitolo quattro: Il corpo                 | 15 luglio 2016 |
| 5  | Chapter Five: The Flea and the Acrobat   | Capitolo cinque: La pulce e l'acrobata     | 15 luglio 2016 |
| 6  | Chapter Six: The Monster                 | Capitolo sei: Il mostro                    | 15 luglio 2016 |
| 7  | Chapter Seven: The Bathtub               | Capitolo sette: La vasca da bagno          | 15 luglio 2016 |
| 8  | Chapter Eight: The Upside Down           | Capitolo otto: Il sottosopra               | 15 luglio 2016 |

## Capitolo primo: La scomparsa di Will Byers
- Titolo originale: Chapter One: The Vanishing of Will Byers
- Diretto da: Duffer Brothers
- Scritto da: Duffer Brothers

### Trama
La sera del 6 novembre 1983, in un laboratorio segreto, uno scienziato cerca di fuggire da una misteriosa creatura. Nella vicina città di Hawkins, quattro ragazzini di nome Mike, Will, Lucas e Dustin stanno finendo di giocare a Dungeons & Dragons a casa di Mike. Finito di giocare, Will, Lucas e Dustin tornano a casa loro in bicicletta. Lungo la strada, Will vede uno strano essere che inizia ad inseguirlo, quindi scappa attraverso il bosco fino a casa sua; dopo aver cercato di chiamare qualcuno, viene raggiunto dalla creatura che lo fa scomparire improvvisamente nel nulla. Intanto, nel laboratorio segreto, viene sigillata l'area dell'incidente e degli agenti, capeggiati dallo spietato dottor Martin Brenner, si mettono alla ricerca di una ragazzina chiamata Undici, che ha approfittato della confusione per fuggire e si è momentaneamente rifugiata in un pub in cui il proprietario, Benny Hammond, l’ha accolta pensando sia stata rapita o vittima di abusi. Benny, quindi, dopo averle dato da mangiare, chiama i servizi sociali. La madre di Will, Joyce, nel frattempo è preoccupata per la sparizione del figlio e denuncia la sua scomparsa alla polizia, che si mette alla ricerca del ragazzo seguendo le sue ultime tracce. La stessa sera, la madre di Will riceve una telefonata in cui sente il figlio singhiozzare e altri versi indistinti e inusuali. L'uomo che ha ospitato Undici viene raggiunto da alcuni agenti del laboratorio, che lo uccidono sparandogli per poi provare a catturare la bambina. Undici riesce a fuggire e si imbatte proprio in Mike, Lucas e Dustin, anche loro alla ricerca di Will.

## Capitolo due: La stramba di Maple Street
- Titolo originale: Chapter Two: The Weirdo on Maple Street
- Diretto da: Duffer Brothers
- Scritto da: Duffer Brothers

### Trama
Mike porta la ragazza a casa e decide di nasconderla ai genitori fino al giorno seguente per non svelare di essere uscito di casa di nascosto e finire in punizione. Il giorno dopo però Undici chiede a Mike di continuare a tenerla nascosta, memore di quanto accaduto a Benny Hammond, il proprietario del pub nel quale la ragazzina si era rifugiata. Quando Lucas e Dustin dopo scuola sopraggiungono, vogliono rivolgersi ai genitori, ma Undici lo impedisce mostrando poteri psicocinetici. Undici riconosce Will in una foto e, sotto le pressanti domande dei tre ragazzi, cerca di spiegare con l'uso della tavola da gioco di Dungeons & Dragons come Will si trovi nascosto nella parte opposta della tavola e sia minacciato da un'imprecisata figura rappresentata con la miniatura del mostro Demogorgone. Intanto il capo della polizia della città, Hopper, continua le sue indagini e trova il cadavere di Benny Hammond, apparentemente suicidatosi, credendo però che il ragazzino trovato il giorno prima dall'uomo sia in realtà Will. Più tardi nel bosco trova un pezzo della veste che indossava Undici dopo la fuga e, seguendo le tracce a ritroso, giunge all'ingresso del laboratorio. Joyce riceve una nuova telefonata da Will dove sente anche la sua voce, dopodiché la casa sembra colpita da numerosi fenomeni paranormali che accendono e spengono luci e apparecchi. Nancy, la sorella maggiore di Mike, nel frattempo è a una festa a casa del fidanzato Steve con l'amica Barbara; quando quest'ultima viene lasciata in disparte dagli altri, si siede malinconica a bordo piscina e scompare nel nulla. Jonathan, inizialmente intento a cercare il fratello Will nei boschi, non lontano nota il raduno a casa di Steve e scatta alcune foto ai presenti.

## Capitolo tre: Luci natalizie
- Titolo originale: Chapter Three: Holly, Jolly
- Diretto da: Shawn Levy
- Scritto da: Jessica Mecklenburg

### Trama
Barbara si risveglia dentro la piscina sul bordo della quale era seduta, vuota e in stato di decadenza, in una realtà differente, più oscura, ricoperta da tetre ramificazioni. Lì viene brutalmente aggredita da una misteriosa creatura. Il giorno seguente Hopper si reca presso il laboratorio, dove gli vengono anche mostrate le presunte registrazioni delle telecamere presenti all'esterno della struttura, e si rende conto che sono false perché mostrano una notte serena invece della notte di pioggia in cui è scomparso Will. Si reca quindi alla biblioteca e cerca informazioni sul laboratorio, scoprendo che in passato una donna aveva accusato il dottor Martin Brenner di aver rapito sua figlia alla nascita. A scuola, Steve e i suoi amici scoprono le foto scattate da Jonathan e rompono la sua macchina fotografica; Nancy, scoprendo da una foto che Barbara si era trattenuta seduta sul bordo della piscina, la cerca nel boschetto accanto alla piscina della casa di Steve, ma viene spaventata da una figura e corre a casa dalla madre per dirle che l'amica è scomparsa. Joyce si convince di poter comunicare con il figlio con l'uso delle luci nella propria casa. Con l'ausilio di molte luci natalizie, riesce effettivamente a stabilire un contatto. Will afferma di essere in pericolo, dicendo poi alla madre di scappare, mentre una creatura nera mostruosa esce dalle pareti domestiche. A casa di Mike, Undici è tormentata dai ricordi degli esperimenti a cui veniva sottoposta nel laboratorio da Brenner, da lei chiamato "papà", che metteva alla prova le sue doti psicocinetiche monitorando le sue attività cerebrali mediante elettroencefalografia. La ragazza conduce poi i ragazzi nel luogo in cui si troverebbe Will, cioè nei pressi della sua abitazione. I ragazzi sono increduli e, seguendo le macchine della polizia di passaggio a sirene spiegate, osservano il ritrovamento del presunto corpo di Will. Mike, sentendosi preso in giro, accusa Undici di aver mentito per tutto il tempo.

## Capitolo quattro: Il corpo
- Titolo originale: Chapter Four: The Body
- Diretto da: Shawn Levy
- Scritto da: Justin Doble

### Trama
Joyce dice a Hopper di quanto accaduto e del mostro uscito dal muro, ma comprensibilmente non viene creduta. A casa di Mike, Undici riesce a convincerlo di non aver mentito mettendolo in contatto con Will mediante un walkie-talkie. Dopo averne discusso con gli altri amici, il gruppo camuffa Undici per portarla a scuola e accedere a un potente apparecchio da radioamatore lì presente, tramite il quale riescono a sentire Will che parla con la madre presso la sua abitazione, dicendole di trovarsi in un posto freddo e oscuro e di essere spaventato. Nancy, dopo aver notato una sagoma nella foto scattata da Jonathan a Barbara prima che questa scomparisse, si reca da lui per farsi schiarire e ingrandire la foto; nella foto ingrandita, Nancy riesce a distinguere la figura vista nel boschetto adiacente alla casa di Steve, e la descrizione combacia con quella fatta da Joyce sulla figura emersa dal muro di casa sua. Hopper intanto scopre che il governo si è occupato dell'autopsia di Will e quando interroga la persona che ha trovato il corpo, scopre che qualcuno l'ha indirizzato a ritrovarlo. Fattosi strada nell'obitorio con la forza, scopre che il corpo ritrovato è in realtà un pupazzo di gomma. Ormai certo del coinvolgimento del laboratorio di Hawkins, entra di soppiatto aprendo la recinzione con delle tenaglie.

## Capitolo cinque: La pulce e l'acrobata
- Titolo originale: Chapter Five: The Flea and the Acrobat
- Diretto da: Duffer Brothers
- Scritto da: Alison Tatlock

### Trama
I ragazzi teorizzano che Will si trovi in un piano di esistenza parallelo e sovrapposto al mondo materiale che chiamano "Sottosopra". Dopo il funerale di Will chiedono informazioni sulle dimensioni parallele al signor Clarke, il loro insegnante di scienze. Dustin più tardi si accorge che la bussola non punta verso nord e ipotizza che il portale verso il "Sottosopra" influisca sul campo magnetico come spiegato dall'insegnante. I tre ragazzi seguono la bussola per cercare Will, mentre Undici ricorda degli esperimenti a cui fu forzata e di come, dopo essere stata messa in una vasca di deprivazione sensoriale per raggiungere con il pensiero una spia nemica, si sia imbattuta nella realtà parallela e nella creatura che vive in essa. Spaventata, usa i suoi poteri per disturbare la bussola e farli girare in tondo. Quando Lucas se ne accorge, l'accusa di essere una traditrice e Mike per difenderla si azzuffa con lui. Undici con i suoi poteri stordisce Lucas che, quando si riprende, si allontana furibondo; Mike e Dustin si accorgono che anche Undici nel frattempo è fuggita. Hopper nel frattempo si è intrufolato nel laboratorio riuscendo a raggiungere il portale prima di essere sedato. Risvegliatosi presso la sua casa, in cui trova una microspia nascosta, si reca da Joyce raccontandole che il corpo di Will è un falso. Intanto Nancy e Jonathan decidono di mettersi sulle tracce della creatura vista nella foto cercandola nei pressi dell'abitazione di Steve per ucciderla. Persisi di vista un attimo, Nancy trova una fessura alla base di un albero ed entra, ritrovandosi nell'altra dimensione e imbattendosi in una creatura mostruosa.

## Capitolo sei: Il mostro
- Titolo originale: Chapter Six: The Monster
- Diretto da: Duffer Brothers
- Scritto da: Jessie Nickson-Lopez

### Trama
Nancy fugge terrorizzata dal mostro e oltrepassa di nuovo il portale che si chiude alle sue spalle; scossa dall'accaduto, chiede a Jonathan di dormire con lei. Steve, arrivato sul posto per far visita alla sua ragazza, vede i due insieme e presume stiano vivendo un momento d'intimità. Il giorno dopo Nancy e Jonathan acquistano trappole e munizioni per fronteggiare la creatura, ma scoprono che Steve e i suoi amici stanno riempiendo la città con scritte ingiuriose verso Nancy. Jonathan si azzuffa con Steve per quanto successo e viene arrestato dalla polizia. Intanto, dalla descrizione di Hopper, Joyce capisce che la stanza vista dall'uomo nel laboratorio non può essere di Will e il poliziotto si rende conto di avere seguito le tracce di qualcun altro. I due rintracciano Terry Ives, la donna che aveva accusato il dottor Brenner di aver rapito la figlia Jane: la donna è in stato quasi catatonico e la sorella racconta che si era proposta come cavia nel progetto MKULTRA mentre era incinta. Secondo la ricostruzione ufficiale dei fatti, Terry non aveva mai partorito, ma la donna afferma che sua figlia è nata e ha poteri soprannaturali, proprio come Undici. Mike nel frattempo cerca di riappacificarsi con Lucas, ma quest'ultimo rifiuta di cercare Undici e decide di cercare il varco e Will da solo, seguendo le indicazioni della sua bussola fino a raggiungere il laboratorio Hawkins. Mike e Dustin cercano invece Undici, ma durante la ricerca si imbattono nei bulli della scuola e vengono salvati da Undici che scaccia i bulli con i suoi poteri. La ragazza confessa a Mike di aver aperto lei il varco da cui è uscita la creatura: infatti, quando l'aveva incontrata durante gli esperimenti, Brenner l'aveva costretta ad addentrarsi nell'altra dimensione e cercare un contatto con essa. Mentre tornano a casa, gli agenti del laboratorio li individuano e si muovono in massa verso di loro.

## Capitolo sette: La vasca da bagno
- Titolo originale: Chapter Seven: The Bathtub
- Diretto da: Duffer Brothers
- Scritto da: Justin Doble

### Trama

Alcuni dei protagonisti in una scena dell'episodio

Lucas avverte gli amici dell'arrivo degli agenti via walkie-talkie. Mike, Dustin e Undici fuggono e, ricongiunti all'amico, riescono a seminare gli inseguitori grazie ai poteri di Undici. Intanto Hopper e Joyce, avvertiti dell'arresto di Jonathan, lo raggiungono in caserma; Hopper riceve la denuncia della madre di Troy, il bullo a cui Undici ha rotto il braccio, e riconosce nella descrizione la bambina che potrebbe essere Undici scoprendo che è con Mike e gli altri. Usando il walkie-talkie di Will, Hopper, Joyce, Jonathan e Nancy contattano i ragazzi e li raggiungono in tempo per salvarli da tre accoliti del dottor Brenner. Si riuniscono tutti a casa dei Byers per fare il punto della situazione e condividere quanto scoperto. Su suggerimento di Undici costruiscono una vasca di deprivazione sensoriale artigianale per permetterle di localizzare Barbara e Will. Undici trova così il cadavere di Barbara e poi Will, nascosto nell'altra dimensione in corrispondenza del suo fortino giocattolo vicino alla sua abitazione. Hopper e Joyce tentano di intrufolarsi nel laboratorio per andare nell'altra dimensione, ma vengono catturati dalle guardie. Nel frattempo Jonathan e Nancy, disobbedendo agli ordini degli adulti, recuperano alla stazione di polizia le trappole e le munizioni, decisi ad attirare ed uccidere il mostro.

## Capitolo otto: Il sottosopra
- Titolo originale: Chapter Eight: The Upside Down
- Diretto da: Duffer Brothers
- Scritto da: Paul Dichter (soggetto); Duffer Brothers (sceneggiatura)

### Trama
Hopper si accorda con Brenner: l'accesso al portale per il "sottosopra" in cambio della posizione di Undici. Nel frattempo Jonathan e Nancy in casa Byers tendono una trappola al mostro, attirandolo col loro sangue. Steve li raggiunge pentito e intenzionato a riappacificarsi con entrambi proprio pochi minuti prima dell'apparizione del mostro. Grazie anche all'aiuto di Steve, riescono a spingerlo in una trappola per orsi e dargli fuoco, ma la creatura sparisce. Hopper e Joyce raggiungono casa di lei nell'altra dimensione e trovano le tracce del mostro ferito: seguendole arrivano alla sua tana e lì trovano Will intrappolato, riuscendo a rianimarlo. Intanto Brenner e i suoi agenti raggiungono Mike e gli altri; Undici ne uccide alcuni che li braccano e il loro sangue attira il mostro che uccide numerosi agenti e il dottor Brenner. Quando raggiunge i ragazzi, Undici usa i suoi poteri per disintegrare la creatura, scomparendo con essa. Will viene portato in ospedale e al suo risveglio gli amici sono felici di raccontargli quanto sia accaduto. Hopper lasciando l'ospedale viene avvicinato da alcuni misteriosi agenti. Un mese dopo, in prossimità del Natale, i quattro amici hanno ripreso la loro vita e a giocare a Dungeons & Dragons. Nancy e Steve sono ritornati insieme e lei regala una nuova macchina fotografica a Jonathan per sostituire quella rottagli dal fidanzato. Hopper, dopo aver partecipato ad una festa natalizia con i colleghi, lascia del cibo nel bosco all'interno di una cassetta in cui ripone degli eggos, dei waffle particolarmente apprezzati da Undici. Tornato a casa, in occasione della cena di Natale, Will vomita in bagno quella che è una parte del tentacolo che si nutriva di lui nel Sottosopra, ritrovandosi per qualche istante nel "sottosopra". Il ragazzo tiene tuttavia l'accaduto per sé, ricongiungendosi in apparente armonia con i familiari.